# Comisionado del Reich para la Consolidación del Pueblo Alemán

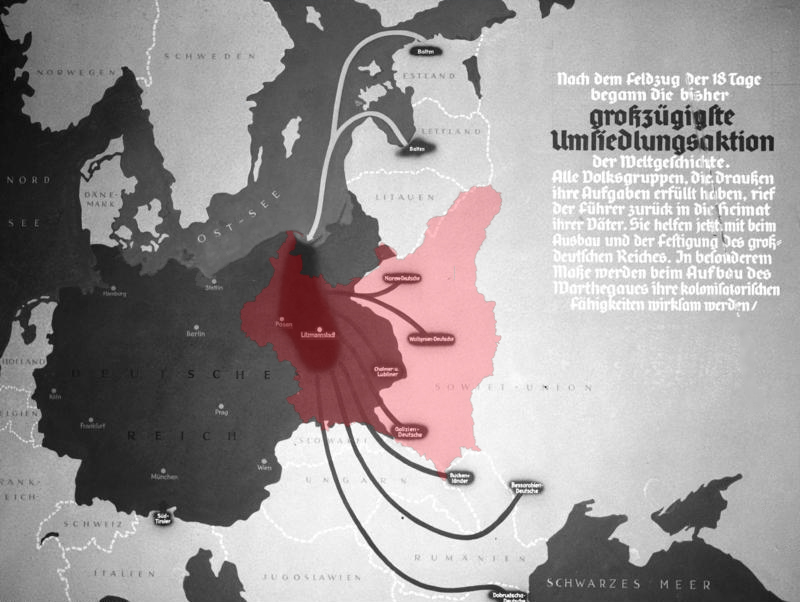
Cartel de propaganda donde se muestran las zonas a ocupar por colonos alemanes

El Comisionado del Reich para la Consolidación del Pueblo Alemán (en alemán, Reichskommissar für die Festigung deutschen Volkstums, RKF o RKFDV) era uno de los departamentos que componían las Allgemeine-SS durante la Alemania nazi que estaba en manos del Reichsführer-SS Heinrich Himmler.
El 7 de octubre de 1939, Adolf Hitler dio la orden Erlaß des Führers und Reichskanzlers zur Festigung deutschen Volkstums (Decreto del Führer y el Canciller para la consolidación de la nación alemana) en la que encargaba a Himmler las siguientes tareas:
- Supervisión del regreso al Reich de Volksdeutsche ("perteneciente al pueblo alemán") y Auslandsdeutsche (Reichsdeutsche o ciudadanos del Reich que viven en el extranjero)
- Prevención de la "influencia nociva" de poblaciones ajenas al Volkstum (pueblo) alemán.
- El poblamiento de nuevas áreas por alemanes, principalmente por los que regresan.